# 阿卡马皮奇特利
阿卡马皮奇特利（纳瓦特尔语：Ācamāpichtli，意思為“掌权者”，?—1395年），是阿兹特克特诺奇蒂特兰城首位统治者。他在1375年登上王位，执政19年，1395年去世。
他是一位墨西哥谷小国库瓦坎与阿兹特克人的混血儿，母亲是库瓦坎公主阿托托斯特利一世。他在位期间，将特诺奇蒂特兰分为四个区域，建立了政府。他将阿兹特克人的草房改成了石房，并且建造了一个大神庙。他建立了特诺奇蒂特兰的法律制度，并对宗教进行改革。